# Ken Anderson (wrestler)

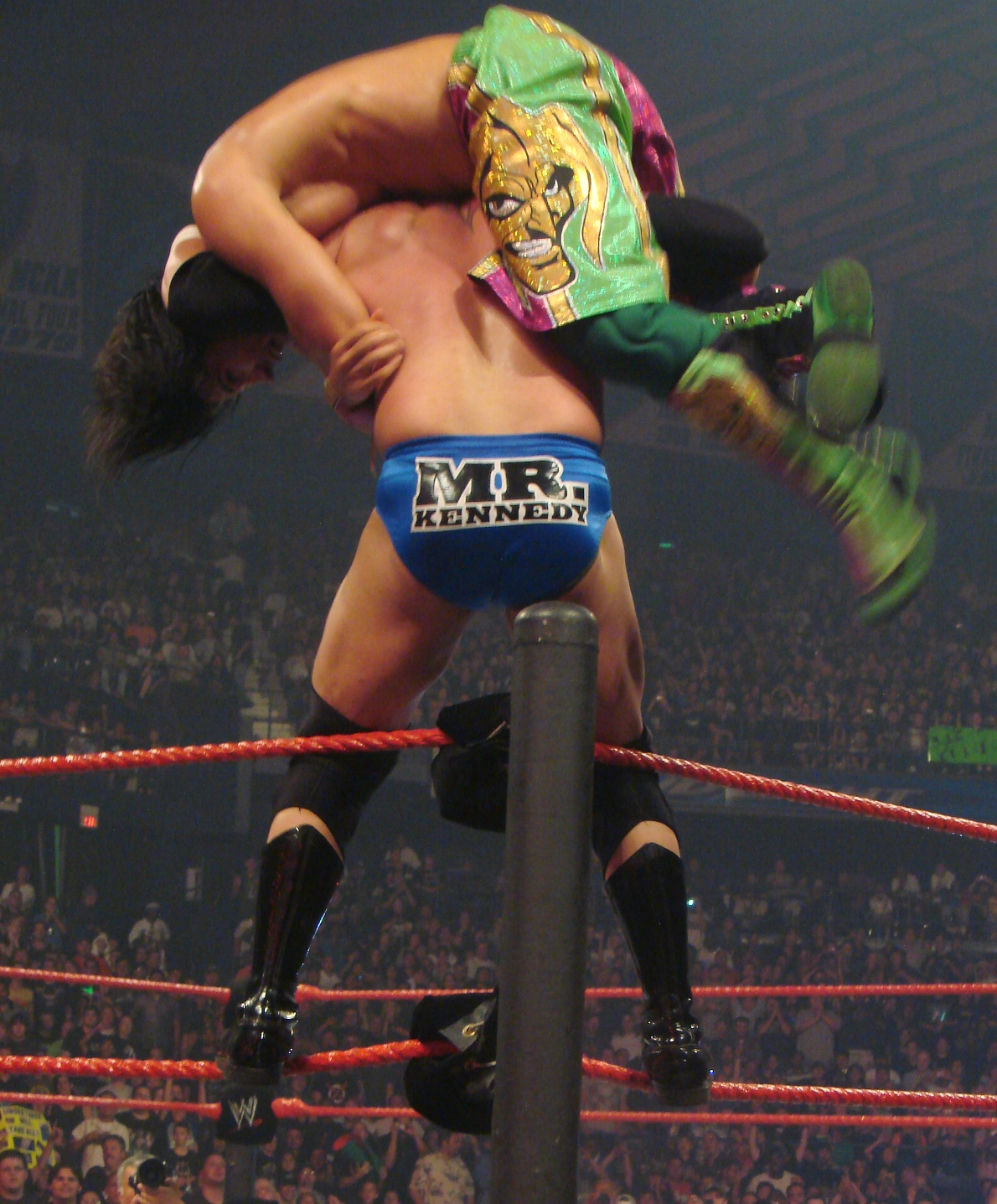
Kennedy szykuje się do Green Bay Plunge.

Mr. Anderson, właśc. Kenneth C. Anderson, również: Mr. Kennedy (ur. 6 marca 1976 w Minneapolis) – amerykański wrestler i aktor. Występował w federacji World Wrestling Entertainment w latach 2005–2009. Obecnie występuje dla federacji TNA.
W 2005 dołączył do Ohio Valley Wrestling (OVW) – federacji rozwojowej WWE. W sierpniu 2005 zadebiutował w brandzie WWE SmackDown, w którym rok później zdobył WWE United States Championship. Kolejny sukces zanotował podczas gali WrestleMania 23, gdzie wygrał Money in the Bank match. 29 maja 2009 został zwolniony z WWE. 17 stycznia 2010 zadebiutował na gali Genesis w TNA. Rok później, 9 stycznia, również na gali Genesis, zdobył tytuł mistrza świata wagi ciężkiej pokonując Jeffa Hardego.
Anderson, jako aktor, wystąpił w filmach: Fighting the Still Life oraz wydanym na rynek DVD Za linią wroga: Kolumbia.

## Osiągnięcia
All-Star Championship Wrestling
- ACW Heavyweight Championship (3 razy)
- ACW Tag Team Championship (3 razy)
- ACW Television Championship

Mid-American Wrestling
- MAW Heavyweight Championship[3]

National Wrestling Alliance
- NWA Midwest Heavyweight Championship[4]

Pro Wrestling Illustrated
- PWI uznało go za 21. spośród 500 najlepszych wrestlerów w 2007 roku[5]

Total Nonstop Action
- TNA World Heavyweight Championship (dwa razy)

World Wrestling Entertainment
- WWE United States Championship[6]
- Money in the bank (2007)[7]

Wrestling Observer Newsletter
- Best Gimmick (2005)

Xtreme Intense Championship Wrestling
- XICW Tag Team Championship

Inne tytuły
- UPCW Tag Team Championship